# Dicyema briarei
Dicyema briarei är en djurart som tillhör fylumet rhombozoer, och som beskrevs av Short 1961. Dicyema briarei ingår i släktet Dicyema och familjen Dicyemidae. Inga underarter finns listade i Catalogue of Life.